# Årets MMF-konstnär
Årets MMF-konstnär var ett svenskt konstpris, som utdelades av Märta Måås-Fjetterström AB.
Priset utdelades mellan 2002 och 2014 till en bildkonstnär, som fick ett verk utfört som textilt konstverk i ett exemplar vid Märta Måås-Fjetterströms ateljé i Båstad. Efter 2010 utsågs en konstnär vartannat år. 

## Pristagare
- 2014 Karin Mamma Andersson
- 2012 Ylva Ogland
- 2010 Olafur Eliasson
- 2009 Drottning Margrethe
- 2008 Cecilia Edefalk
- 2007 Jens Fänge
- 2006 Charlotte Gyllenhammar
- 2005 Maria Miesenberger
- 2004 Jockum Nordström
- 2003 Elis Eriksson
- 2002 Marie-Louise Ekman